# Seul en scène (Olympia 1972)
Albums par Léo Ferré
Il n'y a plus rien
(1973) Sur la scène...
(1973)
Lives par Léo Ferré
Récital 1969 en public à Bobino
(1969) Léo Ferré au Théâtre des Champs-Élysées
(1984)
Seul en scène (Olympia 1972) est un double album de Léo Ferré enregistré en public lors de son passage à l'Olympia de Paris en novembre 1972. Publié par Barclay en 1973, le disque ne restitue pas le récital dans son intégralité. 
À l'occasion du centenaire de la naissance de l'artiste, Universal sort en septembre 2016 une version intégrale, qui inclut les dix chansons manquantes.

## Historique

### Autour de l'album
- Référence originale :

## Titres
Textes et musiques sont de Léo Ferré sauf indications contraires.
Le couplage ici donné est celui de l'édition complète de 2016. Les morceaux suivis d'un astérisque (*) étaient absents dans l'édition vinyle originale et dans les rééditions CD de 2001 et 2003.
| 1.  | Le Chien *                  | 4:31 |
| 2.  | Les Copains d' la neuille * | 2:39 |
| 3.  | Les Oiseaux du malheur      | 2:01 |
| 4.  | Rotterdam *                 | 2:44 |
| 5.  | La Fleur de l'âge           | 3:54 |
| 6.  | La Mélancolie               | 4:02 |
| 7.  | Le Crachat                  | 2:56 |
| 8.  | Les Souvenirs               | 3:32 |
| 9.  | Vitrines *                  | 4:12 |
| 10. | L'Oppression                | 3:23 |
| 11. | Vingt ans                   | 2:59 |
| 12. | Les Amants tristes          | 8:35 |
| 13. | Avec le temps               | 4:36 |

| 1.  | Préface                |                      | 2:56  |
| 2.  | Les Poètes *           |                      | 2:33  |
| 3.  | Ton style              |                      | 3:39  |
| 4.  | La Damnation *         |                      | 2:38  |
| 5.  | Pépée *                |                      | 2:53  |
| 6.  | Les Étrangers          |                      | 4:01  |
| 7.  | Mister the wind        |                      | 2:56  |
| 8.  | La Mémoire et la Mer * |                      | 4:27  |
| 9.  | Night and day          |                      | 4:33  |
| 10. | Comme à Ostende        | Jean-Roger Caussimon | 3:33  |
| 11. | Ne chantez pas la mort | Jean-Roger Caussimon | 6:18  |
| 12. | Richard                |                      | 3:13  |
| 13. | La Solitude *          |                      | 3:37  |
| 14. | Ni Dieu ni maître *    |                      | 3:13  |
| 15. | Il n'y a plus rien     |                      | 15:23 |

## Musiciens
- Léo Ferré est accompagné au piano par Paul Castanier.